# Petricani
Petricani è un comune della Romania di 5 887 abitanti, ubicato nel distretto di Neamț, nella regione storica della Moldavia. 
Il comune è formato dall'unione di 4 villaggi: Boiștea, Petricani, Târpești, Țolici.